# Warlubie (gmina)
Warlubie – gmina wiejska w województwie kujawsko-pomorskim, w powiecie świeckim. W latach 1975–1998 gmina położona była w województwie bydgoskim. Pod względem geograficznym gmina zlokalizowana jest w dwóch mezoregionach: Bory Tucholskie i Kotlina Grudziądzka.
Siedzibą gminy jest Warlubie.

## Środowisko geograficzne

### Rzeźba terenu
Rzeźba terenu gminy została ukształtowana przez lądolód podczas zlodowacenia północnopolskiego.
Wschodnią część gminy zajmuje płaskie dno doliny Wisły wraz z dwoma rodzajami teras. Terasa zalewowa występująca na wysokości 15–20 m n.p.m. zbudowana z namułów, mad i piasków drobnoziarnistych oraz terasa nadzalewowa na wysokości 20–30 m n.p.m. zbudowana z piasków drobnoziarnistych. Na niej miejscami znajdują się stożki napływowe z wylotu licznych, bocznych dolinek erozyjnych. Strefa krawędziowa osiąga różnicę ok. 30 m pomiędzy wysoczyzną a terasą nadzalewową. Posiada liczne miejsca występowania procesów erozyjnych i tendencją do powstawania osuwisk. W obrębie pozostałej części gminy wyróżnia się wysoczyznę morenową i równinę sandrową. Wysoczyzna morenowa jest wykształcona w postaci wysp morenowych o zróżnicowanej wielkości i wysokości, zbudowanych z glin zwałowych. Wysokości bezwzględne kształtują się w granicach 70–110 m n.p.m. We wschodnich partiach wysoczyzna morenowa jest silnie zerodowana i nadbudowana osadami piasków wodnolodowcowych. Pozostała część obszaru gminy objęta jest rozległą piaszczystą pokrywą sandru Wdy, który jest częścią największej równiny sandrowej kraju tzw. Sandru Tucholskiego. Budują go utwory piaszczysto-żwirowe o różnej miąższości. Wysokość mieści się w granicach 80–195 m n.p.m. Równinę sandrową, urozmaicają ostańcowe formy wysoczyzny, wydmy, liczne dolinki rzek i strug oraz rynny. We wklęsłych formach terenu występują utwory holoceńskie w postaci torfów, namułów, mad i piasków rzecznych.

### Hydrografia
Pod względem podziału hydrologicznego Polski gmina leży w dorzeczu Wisły i przez jej obszar przebiega dział wodny II rzędu oddzielający zlewnię Mątawy i Wdy. Prawie całą powierzchnię gminy zajmuje zlewnia Mątawy. Oprócz Mątawy znajdują się mniejsze bezimienne cieki wodne i rowy melioracyjne. Największym jeziorem w gminie jest Jezioro Radodzierz o powierzchni 246,4 ha i głębokości 9,5 metrów, które posiada II klasę czystości wody. Pozostałe jeziora to Płochocińskie, Rybno, Mątawskie i Trzebucz.

### Gleby
Przestrzenne rozmieszczenie gleb w gminie uzależnione jest od jej warunków litologicznych. Z równiną sandrową zbudowaną z piasków związane są słabe gleby bielicoziemne reprezentowane głównie przez gleby rdzawe i bielicowe, a rzadziej bielice. Te pierwsze porastają głównie lasy, a pozostałe wykorzystywane są rolniczo. Formom wytopiskowo-jeziornym, dolinom rzek, cieków i rowów melioracyjnych, towarzyszą gleby mułowe-torfowe, torfowe, murszowo-torfowe i murszowo-mineralne oraz mady rzeczne. Są one głównie wykorzystywane jako trwałe użytki zielone. W strefie wysoczyznowej wykształciły się gleby brunatne, na podłożu gliniastym, o znacznej przydatności rolniczej, wykorzystywane jako grunty orne. W układzie przestrzennym najlepsze gleby koncentrują się w centralnej części gminy, a największą powierzchnię zajmują gleby klasy IV.

### Klimat
Według klimatycznego podziału Polski Gumińskiego obszar gminy Warlubie leży w VI dzielnicy zwanej bydgoską. Charakteryzuje się ona przejściowym klimatem pomiędzy chłodną i wilgotną dzielnicą pomorską oraz cieplejszą i suchą dzielnicą środkową. Okres wegetacyjny trwa przeciętnie powyżej 210 dni, jego początek przypada na pierwszą dekadę kwietnia, a koniec na początek listopada. Opady uzależnione są od topografii terenu i wynoszą powyżej 550 mm rocznie. Średnia temperatura powietrza kształtuje się w granicach 7–7,5 °C w ciągu roku. Najcieplejszym miesiącem jest lipiec z temperaturą 17,8 °C, a najchłodniejszym styczeń z temperaturą średnią – 2,6 °C. Średnia temperatura lata wynosi 15,2 °C, a zimy – 20 °C. Usłonecznienie na obszarze gmniny występuje w ilości 4,2 – 4,8 godz/dobę W gminie dominują wiatry z sektora zachodniego i stanowią 45% spośród wszystkich panujących wiatrów. Duży areał gminy zajęty przez lasy stawarza dobre warunki mikroklimatyczne.

### Lasy
Lasy i grunty leśne zajmują 57,3% powierzchni gminy, co plasuje ją w grupie najbardziej zalesionych gmin w województwie. Lasy w przeważającej części są publiczne, pozostające w Zarządzie Lasów Państwowych. Położone są na terenie dwóch nadleśnictw: Dąbrowa i Osie. Dominującym gatunkiem drzewostanów jest sosna (ok. 90%), a z gatunków liściastych modrzew, dąb, brzoza i olcha. Rosną one przeważnie na siedliskach boru świeżego i mieszanego świeżego. Struktura wiekowa drzewostanów jest na terenie gminy zróżnicowana. 31% stanowią drzewostany w grupie wiekowej 61–80 lat, 20% z grupy wiekowej 41–60 lat a 18% z grupy wiekowej 21–40 lat. Przeciętny wiek drzewostanów wynosi 55 lat. W ramach prowadzenia zróżnicowanej gospodarki leśnej został utworzony Leśny Kompleks Promocyjny Bory Tucholskie, który objął między innymi kompleksy leśne gminy Warlubie. Kompleks ten odgrywa wiodącą rolę między innymi w zakresie promocji prooekologicznej gospodarki leśnej, aktywnej ochrony przyrody, badań naukowych i doświadczeń prowadzonych na potrzeby gospodarki leśnej i edukacji przyrodniczej.

## Struktura powierzchni
Według danych z roku 2009 gmina Warlubie ma obszar 200,97 km², w tym:
- użytki rolne: 34%
- użytki leśne: 56%

Gmina stanowi 13,65% powierzchni powiatu.

## Ochrona przyrody
Część obszaru gminy obejmują: Wdecki Park Krajobrazowy oraz Zespół Parków Krajobrazowych Chełmińskiego i Nadwiślańskiego – część północna. W całości natomiast gmina znajduje się na obszarze Rezerwatu Biosfery Bory Tucholskie.

### Rezerwaty przyrody
Na terenie gminy znajdują się 3 rezerwaty przyrody:
- Rezerwat przyrody Jezioro Łyse – torfowiskowy, chroni teren wodno-błotny i bór bagienny
- Rezerwat przyrody Kuźnica – leśny, chroni fragment boru bagiennego
- Rezerwat przyrody Osiny – torfowiskowy, chroni torfowisko przejściowe.

### Pomniki przyrody
Na terenie gminy są znajduje się 13 pomników przyrody ożywionej.

### Obszary NATURA 2000
- Bory Tucholskie
- Krzewiny
- Sandr Wdy

### Użytki ekologiczne
W gminie Warlubie są zarejestrowane 44 użytki ekologiczne o łącznej powierzchni 320,04 ha. Znajdują się one w większości (231 ha) w okolicach wsi Lipinki, a pozostałe w Płochocinie, Nowej i Starej Hucie.

## Demografia
Dane z 31 grudnia 2012 r. (źródło: Urząd Stanu Cywilnego Warlubie):
| Opis                              | Ogółem | Ogółem | Kobiety | Kobiety | Mężczyźni | Mężczyźni |
| --------------------------------- | ------ | ------ | ------- | ------- | --------- | --------- |
| Jednostka                         | osób   | %      | osób    | %       | osób      | %         |
| Populacja                         | 6434   | 100    | 3234    | 50,26   | 3200      | 49,74     |
| Gęstość zaludnienia [mieszk./km²] | 32,01  | 32,01  | 16,09   | 16,09   | 15,92     | 15,92     |

W latach 1990–2006 wójtem gminy był Andrzej Ryszard Łażewski.

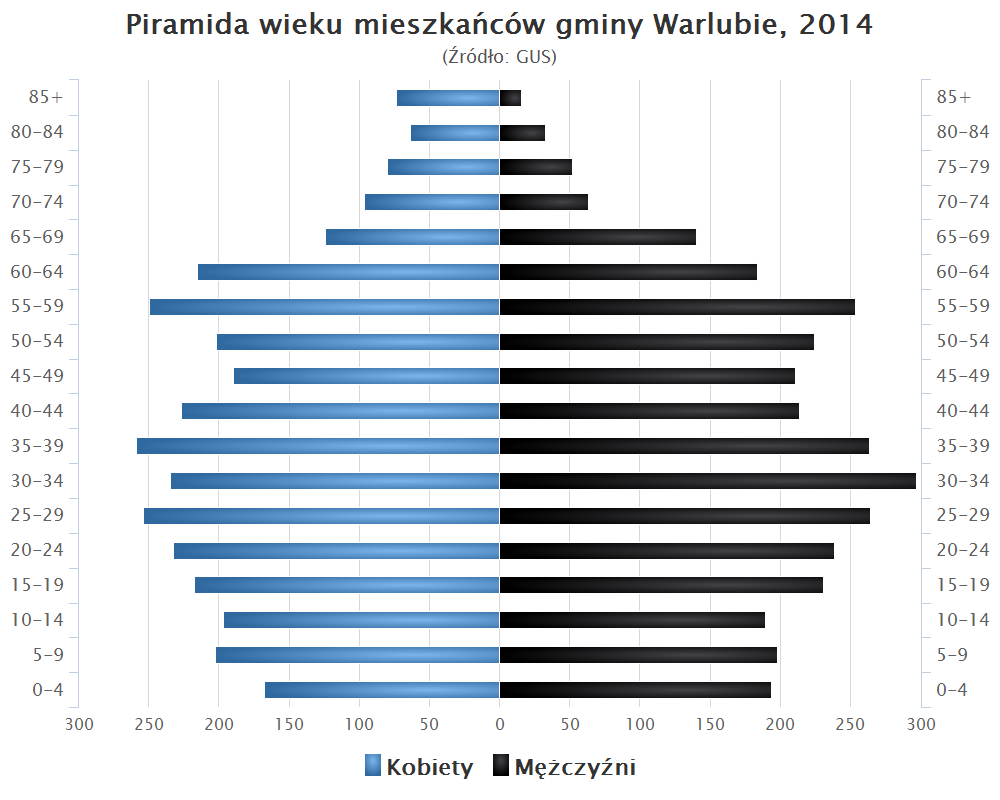
Piramida wieku mieszkańców gminy Warlubie w 2014 roku

## Gospodarka
Podstawową funkcją gminy jest produkcja rolna, w której zatrudnionych jest ok. 65% ludności zawodowo czynnej. Rolnictwo to przewaga zasiewów, a są to przede wszystkim: zboża, buraki, ziemniak i rzepak.
Przemysł w gminie zdominowany jest głównie przez przedsiębiorstwa zajmujące się konfekcjonowaniem i dystrybucją tłuszczów roślinnych i zwierzęcych. Ponadto dobrze rozwinięty jest przemysł przetwórstwa drzewnego.
Gmina dysponuje bardzo dobrą infrastrukturą techniczną.
Przez obszar gminy przebiega droga krajowa nr 91 Gdańsk – Nowe Marzy oraz droga wojewódzka nr 214 (Warlubie – Łeba). Istnieje również linia kolejowa nr 131, ze stacją kolejową w Warlubiu.
Przez teren gminy przebiega autostrada A1 Gdańsk – Cieszyn z węzłem rozjazdowym w Warlubiu.

## Zabytki
Na obszarze gminy znajdują się następujące zabytki wpisane do rejestru zabytków:
- zespół dworski w Bąkowie z drugiej połowy XIX w.obejmujący: dwór; park; spichrz, poł. XIX w.; oborę; gorzelnię, schyłek XIX w.; nr A/242/1-5 z 20.10.1990 r.
- kościół parafialny pod wezwaniem św. Wawrzyńca, 1891 w Płochocinie, nr A/254/1 z 23.04.1991
- zespół dworski z drugiej połowy XIX w. i początku XX: dwór; park; folwark; nr 134/A z 15.06.1985 r.
- dwór w Rulewie nr 94/A z 18.12.1981 r.
- zespół dworski w Rulewie z trzeciego ćwierćwiecza XIX w. obejmujący: park; 3 mostki; grotę i cmentarz rodowy; nr A/494/1 z 22.09.1997 r.
- zespół kościelny w Wielkim Komorsku obejmujący: kościół pod wezwaniem św. Bartłomieja Apostoła z 1787-1791 roku; kostnica; cmentarz przykościelny; ogrodzenie z bramami i kapliczkami; cmentarz grzebalny, nr A/14/1-5 z 19.11.1999 r.
- dom drewniany (chata holenderska) w Wielkim Komorsku nr domu 3, z ok. 1780 roku; nr 332 z 21.02.1956

Na obszarze gminy funkcjonowało wiele cmentarzy ewangelickich m.in. w: Bąkowie, Bąkowskim Młynie, Borowym Młynie, 2 w Buśni, Bzowie, Kruszach, Lipinkach, Mątasku, Płochocinie, Płochocinku, Przewodniku, Rulewie, Warlubiu, 2 w Wielkim Komorsku. Oprócz cmentarzy na terenie gminy funkcjonowały 2 kościoły ewangelickie w Przewodniku i Warlubiu.

## Herb, flaga i pieczęć

Herb gminy Warlubie

Na sesji Rady Gminy Warlubie w dniu 29 listopada 2005 r. podjęto uchwałę o ustanowieniu herbu, flagi i pieczęci Gminy. Wcześniej projekt uchwały w tej sprawie zyskał pozytywną opinię Komisji Heraldycznej działającej przy Ministerstwie Spraw Wewnętrznych i Administracji.
Symbolika herbu akcentuje najważniejsze składniki tradycji gminnej:
- w polu tarczy niebieskiej centralnie umieszczona złota waza symbolizuje bogate, prehistoryczne osadnictwo, złote berło po prawej stronie heraldycznej,
- lokalny kult Najświętszej Maryi Panny: złoty pastorał po lewej stronie heraldycznej,
- tradycję własnościowego związku z biskupami włocławskimi.

Flaga Gminy Warlubie ma postać płata koloru niebieskiego, na którym pośrodku umieszczone są złote symbole herbu.
Pieczęcie Gminy Warlubie, Urzędu Gminy, Wójta Gminy i Rady Gminy mają kształt okrągły, z nazwą instytucji majuskułą, i godłem herbu gminy w polu pieczęci.